# Cercle nautique verdunois
Pour les articles homonymes, voir CNV.
Le Cercle nautique verdunois (CNV) est le club d'aviron de la commune française de Verdun. En 2006 il est le premier du classement général français. Chaque année, il organise une régate, dite "régates-sprint" de Verdun.

## Histoire
Le club est fondé en 1888 pour le loisir de la bourgeoisie de Verdun. Les années 1940 et 1950 voient l'ascension du club. À partir de 2001 il se classe toujours parmi les 5 premiers du classement général en France. En 2001 et 2002, puis en 2004 et 2006, il est en tête du classement masculin. En 2006 il exerce une forte domination : il arrive à la première place au classement général et au classement masculin, et à la deuxième au classement féminin.
En 2010, Germain Chardin, rameur au CNV et au pôle France de Nancy, a décroché le titre de champion du monde d'aviron et en 2012 celui de vice-champion olympique aux jeux olympiques de Londres